# Nuselská mlékárna
Nuselská mlékárna (První česká akciová parní mlékárna) je bývalý průmyslový areál v Praze 4-Nuslích, který se nacházel mezi ulicemi Nuselská, Kloboučnická a V Horkách.

## Historie

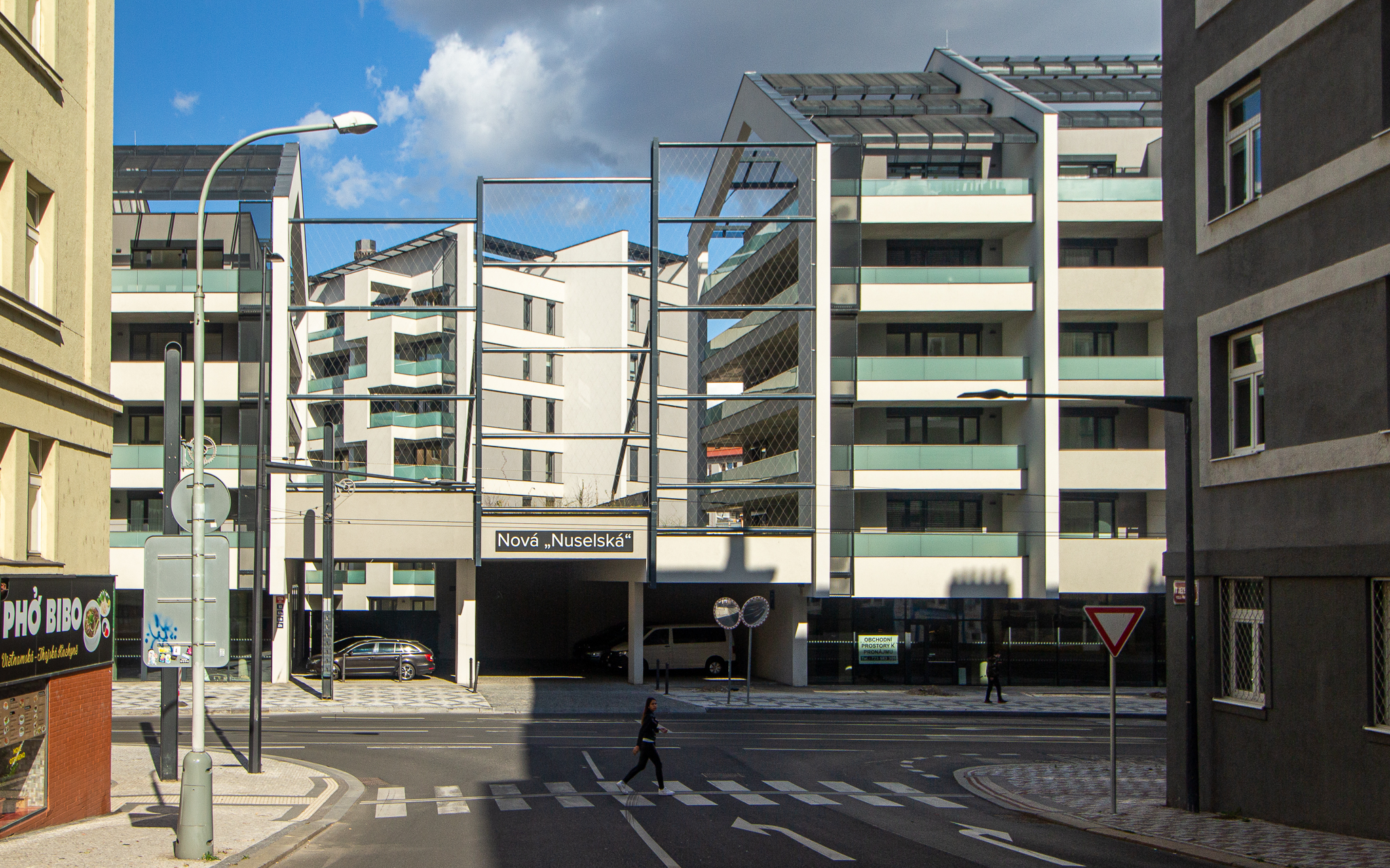
Bytový dům "Nová Nuselská" v místě bývalé mlékárny

Mlékárna v Nuslích byla založena roku 1901 a postavena podle plánů architekta a stavitele Rudolfa Kříženeckého. V následujících letech 1910 a 1914 byl areál rozšiřován východním směrem a ve dvacátých letech 20. století probíhaly další přístavby budov. Roku 1929 byla zvětšena hlavní výrobní budova, která od architekta Karla Pokorného získala charakteristickou mansardovou střechu.
Mlékárna ke svému klasickému sortimentu později přidala výrobu polévkového koření. Během druhé světové války byla výroba omezena, po roce 1948 přešel závod pod národní podnik Laktos. Roku 1992 byl areál prodán a nový vlastník jej přestavěl. Vznikl zde administrativní, skladovací a prodejní komplex. Vlastní Nuselská mlékárna se zaměřila zejména na výrobu sýrů (tradiční byl "Nuselský uzený sýr", v kvádříkovém i trojúhelníkovém provedení), také s prodejem ve vlastní prodejně u vrátnice objektu v Nuselské ulici.
Na jaře roku 2019 začala demolice mlékárny a její nahrazení novým bytovým komplexem (Projekt Nová Nuselská). V březnu 2021 se již do nového areálu na Nuselské třídě začali stěhovat první nájemníci.
V roce 2023 vznikla ve vnitrobloku blízké Mečislavovy ulice komunitní zahrada nejen k odpočinkovému posezení, ale i pěstování, navazující na tradici 19. a počátku 20. století, kdy se tam v zahradách a dvorech před 120 lety zbořeného Nuselského zámku pěstovala zelenina.
Od roku 2023 zde v komplexu "Nová Nuselská" funguje Ekolékárna Nuselská (Nusle čp. 1754, Nuselská třída 53c). Lékárna Dr. Maxe se tam zabývá prodejem "eko" farmaceutických přípravků. Specializuje se na výdej léků na předpis i volně prodejných. Nabízí vitaminové přípravky, zdravotní pomůcky, léčebnou kosmetiku, čaje, homeopatika, potravinové doplňky a další. V sortimentu naleznete také zdravotnické potřeby veterinární, i léčiva.